# Памятник воинам-интернационалистам (Кривой Рог)
Памятник воинам-интернационалистам — памятник истории в Металлургическом районе города Кривой Рог Днепропетровской области.

## История
На Афганской войне 1979—1989 годов погибло 53 криворожанина, 49 из которых были призваны городскими районными военными комиссариатами, 4 — из Криворожского сельского района.
Памятник открыт в ноябре 1987 года в парке Героев на проспекте Металлургов.
Решением Днепропетровского облисполкома от 19.11.1990 № 424 памятник воинам-интернационалистам взят на государственный учёт с охранным номером 6311.
В 2013 году во время реконструкции памятник был перенесён к монументу «Победа».

## Характеристика
Расположен на проспекте Мира, в сквере между исполкомом Металлургического района и монументом «Победа» в Металлургическом районе Кривой Рог.
На гранитном постаменте установлена чугунная поколенная фигура Дмитрия Анатольевича Сушко, погибшего в Афганистане.
Скульптура окрашена в чёрный цвет. Высота 1,7 м. Автор памятника Анатолий Иванович Ярошенко.
Внизу вплотную к постаменту ранее была установлена прямоугольная чугунная плита, ныне каменная, на которой перечень фамилий погибших:
1. Андрущук, Мирослав Александрович
2. Бабич, Александр Адамович
3. Белинский, Юрий Николаевич
4. Борец, Александр Николаевич
5. Бураков, Александр Иванович
6. Веклич, Александр Анатольевич
7. Великий, Владимир Михайлович
8. Вехтев, Александр Витальевич
9. Выбрик, Василий Родионович
10. Григоренко, Анатолий Анатольевич
11. Грицаюк, Виктор Петрович
12. Данилов, Вадим Викторович
13. Дацко, Фёдор Степанович
14. Ефанов, Николай Анатольевич
15. Заика, Сергей Павлович
16. Зверяка, Владимир Владимирович
17. Иванько, Олег Николаевич
18. Кажанов, Юрий Васильевич
19. Калантай, Сергей Николаевич
20. Канафеев, Александр Петрович
21. Косовщук, Виктор Леонидович
22. Куприянец, Олег Семёнович
23. Кучмий, Сергей Николаевич
24. Лашкул, Владимир Владимирович
25. Лисовой, Александр Иванович
26. Лысяк, Николай Петрович
27. Максимов, Олег Николаевич
28. Марманчук, Виктор Павлович
29. Матвейчук, Николай Викторович
30. Музлов, Олег Михайлович
31. Онуфриев, Станислав Петрович
32. Пазенко, Леонид Михайлович
33. Пипа, Александр Иванович
34. Попович, Виктор Васильевич
35. Приходько, Виктор Витальевич
36. Ремнев, Виталий Николаевич
37. Рзянкин, Андрей Николаевич
38. Рубан, Игорь Иванович
39. Рычков, Олег Юрьевич
40. Солониченко, Алим Александрович
41. Страмцов, Виктор Анатольевич
42. Сушко, Дмитрий Анатольевич
43. Фоменко, Виктор Сергеевич
44. Хлыстов, Анатолий Иванович
45. Шам, Борис Иванович
46. Шупиро, Сергей Николаевич
47. Ямка, Сергей Владимирович